# Liste der Flughäfen in Malawi
Die Liste der Flughäfen in Malawi zeigt die zivilen Flughäfen des afrikanischen Staates Malawi, geordnet nach Orten.
| Ort           | ICAO-Code | IATA-Code | Name des Flughafens     |
| ------------- | --------- | --------- | ----------------------- |
| Bangula       | FWBG      |           | Flughafen Bangula       |
| Blantyre      | FWCL      | BLZ       | Flughafen Chileka       |
| Chelinda      | FWCD      | CEH       | Flughafen Chelinda      |
| Chilumba      | FWCB      |           | Flughafen Chilumba Prv  |
| Chitipa       | FWCT      |           | Flughafen Chitipa       |
| Club Makokola | FWCM      | CMK       | Flughafen Club Makokola |
| Dwanga        | FWDW      | DWA       | Flughafen Dwanga        |
| Karonga       | FWKA      | KGJ       | Flughafen Karonga       |
| Kasungu       | FWKG      | KBQ       | Flughafen Kasungu       |
| Lifupa        | FWLP      |           | Flughafen Lifupa        |
| Likoma        | FWLK      | LIX       | Flughafen Likoma        |
| Lilongwe      | FWKI      | LLW       | Flughafen Lilongwe      |
| Lilongwe      | FWLE      |           | Flughafen Old Lilongwe  |
| Mangochi      | FWMG      | MAI       | Flughafen Mangochi      |
| Mchinji       | FWMC      |           | Flughafen Mchinji       |
| Monkey Bay    | FWMY      | MYZ       | Flughafen Monkey Bay    |
| Mtakatata     | FWTK      |           | Flughafen Mtakatata     |
| Mvuu Camp     |           | VUU       | Flughafen Mvuu Camp     |
| Mzimba        | FWMZ      |           | Flughafen Mzimba        |
| Mzuzu         | FWUU      | ZZU       | Flughafen Mzuzu         |
| Nchalo        | FWSU      |           | Flughafen Nchalo Sucoma |
| Ngabu         | FWNB      |           | Flughafen Ngabu         |
| Nkhotakota    | FWKK      |           | Flughafen Nkhotakota    |
| Nsanje        | FWSJ      |           | Flughafen Nsanje        |
| Ntchisi       | FWCS      |           | Flughafen Ntchisi       |
| Salima        | FWSM      | LMB       | Flugplatz Salima        |
| Zomba         | FWZA      |           | Flughafen Zomba         |